# Уляновски клон на ИРЕ РАН
Уляновски клон на ИРЕ РАН (пълно заглавие на руски: Ульяновский филиал Федерального государственного бюджетного учреждения науки Института радиотехники и электроники им. В.А.Котельникова Российской академии наук) е изследователски институт на Руската академия на науките в Уляновск, Русия, подразделение на Института по радиотехника и електроника (ИРЕ).
Основните задачи на институцията: провеждане на фундаментални изследвания в областта на радиотехниката, оптичните влакна, оптоелектрониката, както и провеждането на приложни изследвания за създаване на нова технология. Клонът е от голямо значение за Уляновск като единствената научна институция на Руската академия на науките в града.

## История
История на УКИРЕ „В. А. Котелников“ РАН започва със създаването в Уляновск през 1986 година по инициатива на академик В. А. Котелников на лаборатория по оптични технологии към филиала на ИРЕ в Саратов. През 1990 лабораторията е преобразувана във филиал на ИРЕ.

## Годишна научна конференция
Клонът ежегодно организира Всерусийска младежка научна конференция „Актуални проблеми на физическата и функционална електроника“. Регистрационна такса за участниците няма, а сборникът от материали от конференцията се индексира в базата данни „Индекс на руското научно цитиране“.